# Blue Ghost Mission 1
Blue Ghost Mission 1 és una missió robòtica d'Aterratge lunar realitzada per Firefly Aerospace, llançada el 15 de gener de 2025. Com a part del programa de serveis de càrrega útil lunar comercial de la NASA, la missió té com a objectiu oferir deu investigacions científiques i demostracions tecnològiques per donar suport a l'exploració humana futura de la Lluna sota el programa Artemis més ampli. L'aterratge lunar Blue Ghost, desenvolupat i provat durant diversos anys, es va llançar amb èxit a bord d'un coet SpaceX Falcon 9 Block 5 juntament amb l'aterratge Hakuto-R Mission 2 del Kennedy Space Center.
L'aterratge Blue Ghost està dissenyat per a un aterratge suau a la superfície lunar i una missió operativa de 60 dies. Lliurarà 94 quilograms (207 lb) de càrregues útils fins a Mare Crisium, un 500-quilometre-wide (310 mi) conca lunar. Els objectius de la missió inclouen l'anàlisi de les propietats de la regolita lunar, l'estudi de les característiques geofísiques i la investigació de les interaccions entre el vent solar i el camp magnètic terrestre. L'aterratge porta instruments avançats com un dispositiu de caracterització d'adherència a la regolita, un retroreflector lunar per a mesures precises de distància, un ordinador tolerant a la radiació i sondes d'exploració tèrmica, entre altres càrregues útils científiques.

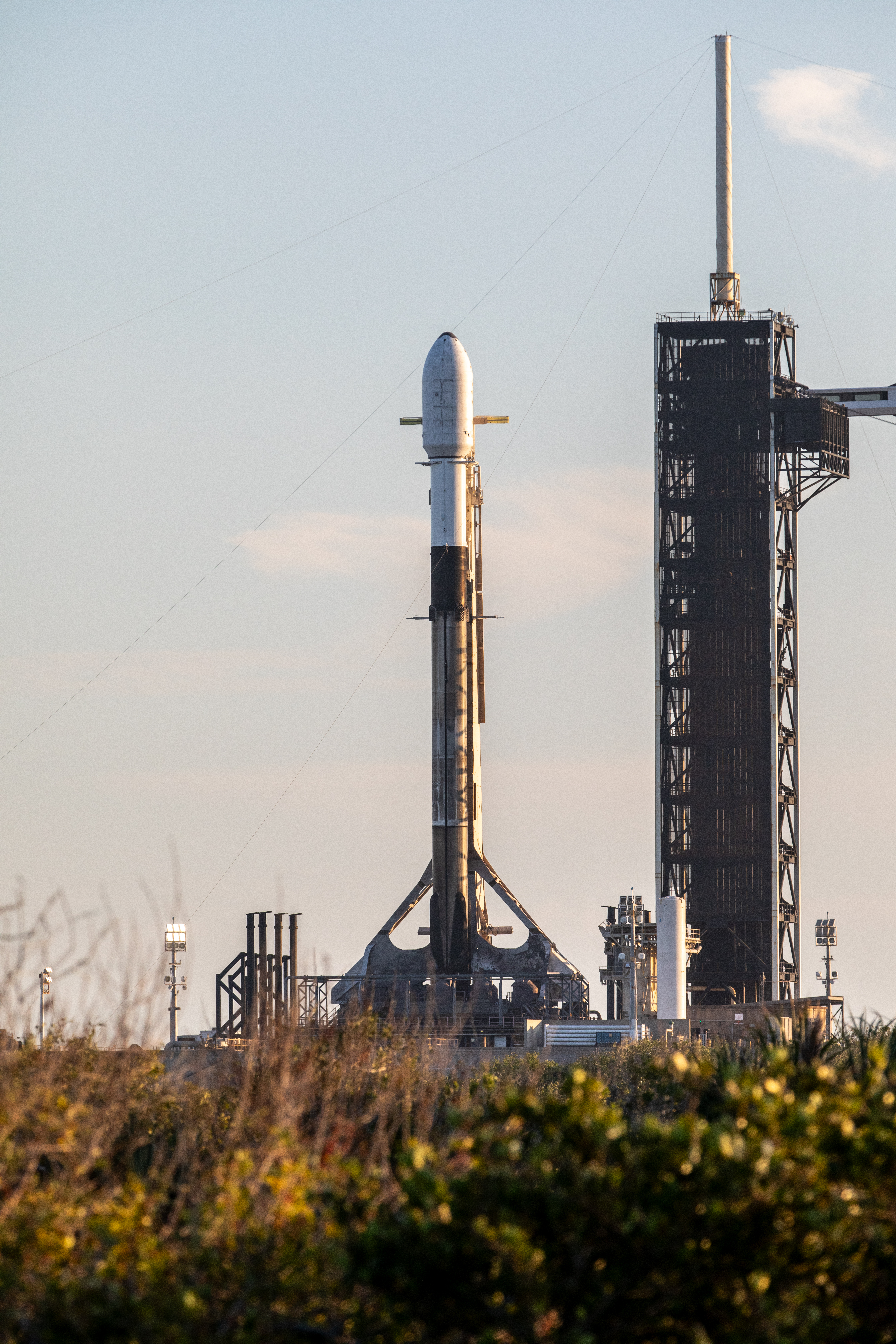
Coet Falcon 9 al Centre Espacial Kennedy poc abans del llançament de la Missió Blue Ghost 1 i la Missió Hakuto-R 2

## Missió
El 4 de febrer de 2021, la NASA va atorgar a Firefly un contracte per valor de 93,3 milions de dòlars per lliurar un conjunt de deu investigacions científiques i demostracions tecnològiques a la Lluna el 2023. El premi forma part del programa Commercial Lunar Payload Services (CLPS),  en què la NASA està assegurant el servei de socis comercials per aterrar ràpidament càrregues útils de ciència i tecnologia a la superfície lunar com a part del programa Artemis.
El 20 de maig de 2021, Firefly Aerospace va anunciar la seva selecció del Falcon 9 Block 5 de SpaceX com a vehicle de llançament per a la missió inaugural d'aterratge lunar Blue Ghost. Aquesta decisió es va prendre a causa del rendiment i la capacitat de càrrega útil del Falcon 9, que el coet Alpha de Firefly no podia proporcionar. La companyia va indicar que el seu futur vehicle de llançament mitjà donaria suport a missions Blue Ghost posteriors.
Les fites de desenvolupament de l'aterratge Blue Ghost van progressar de manera constant durant els anys següents. El 26 d'abril de 2022, Firefly va completar la revisió de la preparació per a la integració de l'aterratge, amb una data de llançament provisional fixada per al 2024. El novembre de 2023, Firefly va perfeccionar la programació, especificant una finestra de llançament entre el tercer i el quart trimestre de 2024.
Al maig de 2024, els motors de Blue Ghost estaven acabats,  i la seva integració a l'aterrador es va confirmar al juny. Firefly va anunciar que els preparatius avançaven tal com estava previst, i la companyia va reafirmar un objectiu de llançament per al quart trimestre de 2024 al juliol. Les proves ambientals de l'aterratge van començar a l'agost al Jet Propulsion Laboratory (JPL) de la NASA, assegurant la preparació de la nau espacial per als rigors del vol espacial.
El novembre de 2024, Firefly Aerospace va anunciar formalment que el dispositiu d'aterratge Blue Ghost estava totalment preparat per al llançament, fixant una data de llançament a mitjans de gener de 2025. L'encapsulació de la càrrega útil es va completar el 10 de gener, marcant un dels darrers passos de la seqüència prèvia al llançament. El 15 de gener de 2025, l'aterratge Blue Ghost es va llançar amb èxit des del Kennedy Space Center Launch Complex 39A a les 06:11:39. UTC (1:11:39 soc EDT, hora local al lloc de llançament) a bord d'un coet SpaceX Falcon 9 Block 5. La missió també incloïa la missió Hakuto-R 2 com a càrrega útil co-manifestada.

## Maquinari
Blue Ghost té quatre potes d'aterratge, comunicacions, calefacció i sistemes d'energia solar, i compta amb múltiples capes d'aïllament. Les plaques solars Blue Ghost, del subcontractista SolAero By Rocket Lab, proporcionen un màxim de 400 watts de potència. ASI de Rocket Lab ofereix programari de vol, terra i GN&C, disseny de trajectòries, determinació d'òrbites i integració de programari al banc de proves. Firefly afirma que la fabricació interna i les proves d'extrem a extrem de l'estructura Blue Ghost són un diferenciador entre els aterradors CLPS.

## Càrregues útils

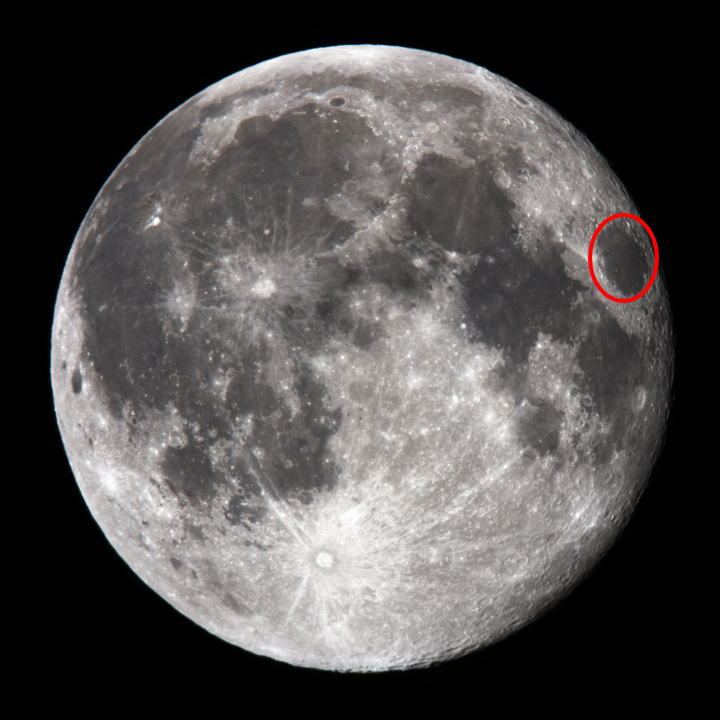
Localització del Mare Crisium destacada en vermell

La missió té previst aterrar a Mare Crisium, un 500-quilometre-wide (310 mi) conca visible des de la Terra. Els instruments científics de l'aterratge recolliran dades sobre les propietats de la Regolita de la Lluna (la seva roca i el sòl solts i fragmentats), així com les seves característiques geofísiques i les interaccions entre el vent solar i el camp magnètic terrestre. Aquestes troballes contribuiran a la preparació i planificació de futures missions humanes a la superfície lunar.
Les càrregues útils, col·lectivament, s'espera que sumen 94 quilograms (207 lb) en massa, inclou:

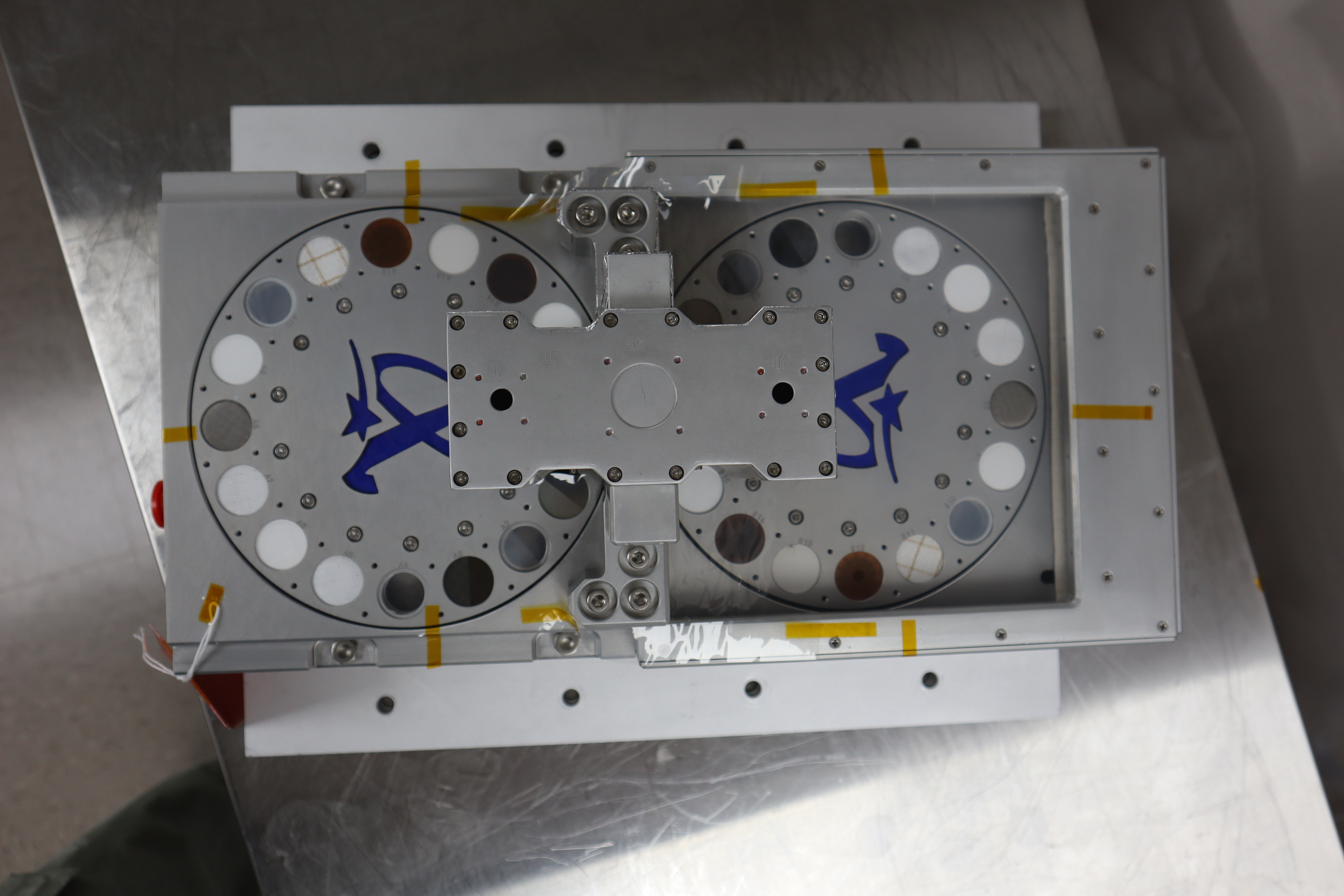
Càrrega útil de caracterització d'adherència a regolith (RAC).

- La caracterització d'adherència al regolit (RAC) determinarà com s'adhereix el regolit lunar a una sèrie de materials exposats a l'entorn de la Lluna durant les operacions d'aterratge i aterratge. Els components es derivaran de la instal·lació MISSE-FF actualment a l'Estació Espacial Internacional (ISS).
- Els retroreflectors lunars de nova generació (NGLR) serviran com a objectiu per als làsers a la Terra per mesurar amb precisió la distància entre la Terra i la Lluna. El retroreflector que volarà en aquesta missió també proporcionarà dades que es podrien utilitzar per entendre diversos aspectes de l'interior lunar i abordar qüestions fonamentals de la física.Càrrega útil de la imatge de raigs X heliosfèrica de l'entorn lunar (LEXI).

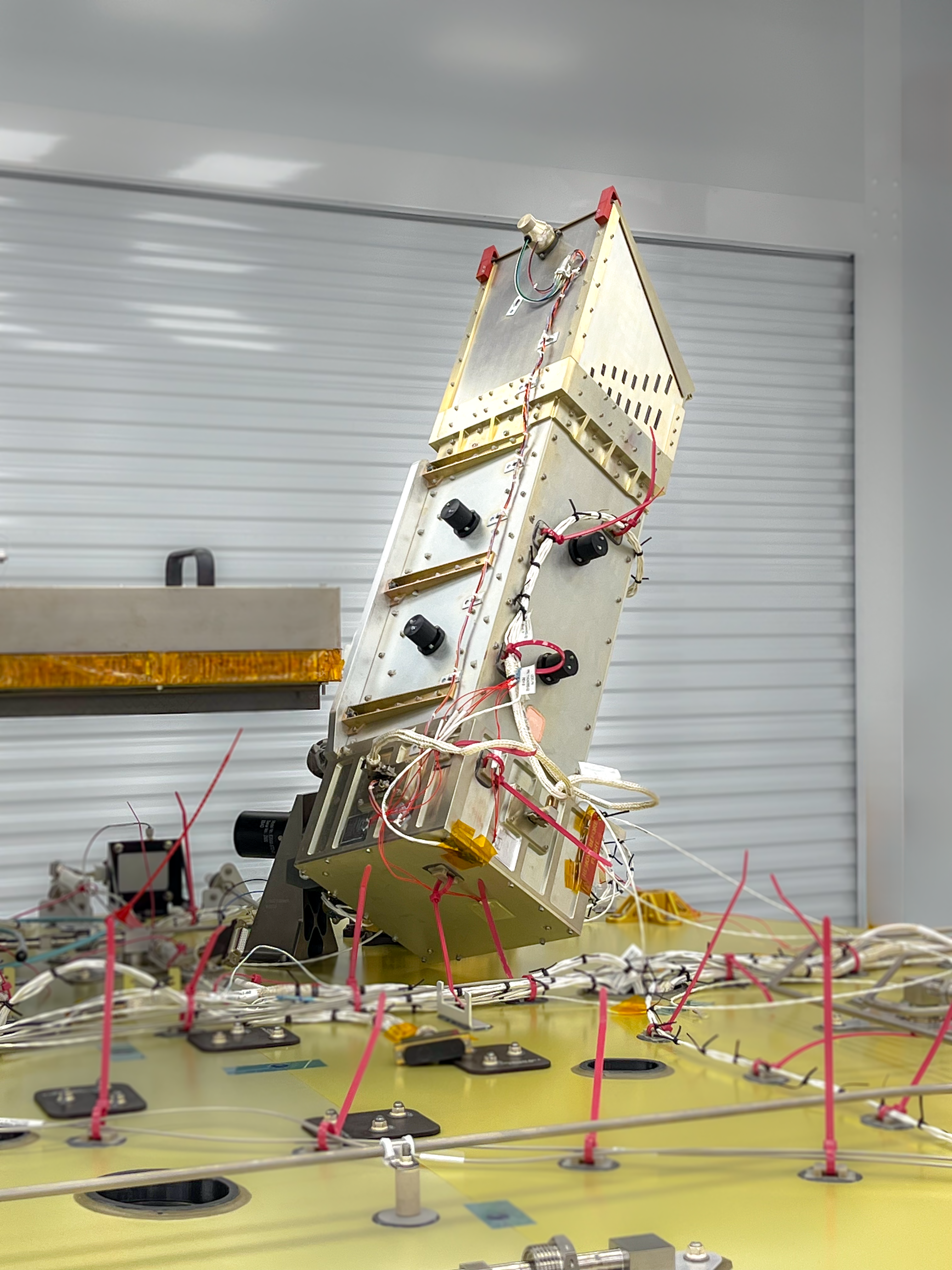
Càrrega útil de la imatge de raigs X heliosfèrica de l'entorn lunar (LEXI).

- El Lunar Environment Heliospheric X-ray Imager (LEXI), que capturarà imatges de la interacció de la magnetosfera terrestre amb el flux de partícules carregades del Sol, anomenades vent solar.
- El sistema informàtic reconfigurable i tolerant a la radiació (RadPC) té com a objectiu demostrar una tecnologia informàtica tolerant a la radiació. A causa de la manca d'atmosfera i camp magnètic de la Lluna, la radiació del Sol serà un repte per a l'electrònica. Aquesta investigació també caracteritzarà els efectes de la radiació a la superfície lunar.
- La sonda Magnetotel·lúrica Lunar (LMS) està dissenyada per caracteritzar l'estructura i la composició del mantell de la Lluna mitjançant l'estudi dels camps elèctrics i magnètics.
- La instrumentació lunar per a l'exploració tèrmica subsuperficial amb rapidesa (LISTER) està dissenyada per mesurar el flux de calor des de l'interior de la Lluna. La sonda intentarà perforar 2.13 a 3.05 metres (7 a 10 ft) al regolit lunar per investigar les propietats tèrmiques de la Lluna a diferents profunditats.
- El Lunar PlanetVac (LPV) està dissenyat per adquirir regolit lunar de la superfície i transferir-lo a altres instruments que analitzaran el material o el posarien en un contenidor que una altra nau espacial podria tornar a la Terra.
- Les càmeres estèreo per a estudis de superfície de plomalls lunars (SCALPSS 1.1) capturaran vídeos i imatges fixes de l'àrea sota l'aterratge des de quan el plomall del motor pertorba per primera vegada la superfície lunar mitjançant l'aturada del motor. Les càmeres de llarga distància focal determinaran la topografia de la superfície prèvia a l'aterratge. La fotogrametria s'utilitzarà per reconstruir la superfície canviant durant l'aterratge. Entendre la física de l'escapament dels coets a la regolita i el desplaçament de la pols, la grava i les roques és fonamental per entendre com evitar l'aixecament de materials superficials durant la fase terminal de vol/aterratge a la Lluna i altres cossos celestes.
- L'escut de pols electrodinàmic (EDS) generarà un camp elèctric no uniforme utilitzant un alt voltatge variable en diversos elèctrodes. Aquest camp itinerant, al seu torn, s'emporta les partícules i té aplicacions potencials en radiadors tèrmics, teixits de vestits espacials, viseres, lents de càmeres, panells solars i moltes altres tecnologies.
- El Lunar GNSS Receiver Experiment (LuGRE), que es basa en GPS. LuGRE continuarà ampliant l'abast dels senyals GPS i, si té èxit, serà el primer a discernir els senyals GPS a distàncies lunars.
- The Moonhouse, una cabana en miniatura vermella de Falu dissenyada per Mikael Genberg.

## Referència
1. ↑  «Blue Ghost Mission 1» (en anglès americà). [Consulta: 25 gener 2025].
2. ↑  «Blue Ghost Mission 1 (Firefly)» (en anglès). [Consulta: 25 gener 2025].
3. ↑  «Firefly Aerospace Completes Blue Ghost Lunar Lander Structure Ahead of Moon Landing for NASA» (en anglès), 04-10-2023.
4. ↑  «One step closer to launch and landing as our Firefly team installed Blue Ghost's main engine» (en anglès).
5. ↑  «Firefly Aerospace Blue Ghost Mission 1 to the Moon Readies for Launch» (en anglès).   Firefly Aerospace, 25-11-2024. [Consulta: 30 novembre 2024].
6. ↑  Schnautz, Risa. «Blue Ghost Mission 1: Live Updates» (en anglès americà). Firefly Aerospace, 10-01-2025. [Consulta: 14 gener 2025].
7. ↑  «Firefly Aerospace's Blue Ghost Lunar Lander is Assembled» (en anglès), 16-10-2023.